# Shapefile
O Esri Shapefile ou simplesmente shapefile é um formato popular de arquivo contendo dados geoespaciais em forma de vetor usado por Sistemas de Informações Geográficas também conhecidos como SIG. Foi desenvolvido e regulamentado pela ESRI como uma especificação aberta para interoperabilidade por dados entre os softwares de Esri e de outros fornecedores.
Shapefiles espacial descrevem geometrias: pontos, linhas, e polígonos. Entre outras coisas, essas geometrias podem representar Poços, Rios, e Lagos, respectivamente. Cada item pode ter atributos que os descrevem, por exemplo: nome, temperatura ou profundidade.